# Tatiana Popa
Tatiana Popa (n. 25 martie 1965, Huși) este o fostă voleibalistă din România care a jucat pentru Penicilina Iași.

## Carieră
Tatiana Popa a început voleiul la liceul din Vaslui, unde învăța. În 1982, s-a transferat la Armătura Zalău, în Divizia B, unde a evoluat un sezon. Iar din 1983 până în 2012 a jucat numai la Penicilina Iași, devenind cea mai longevivă jucătoare din voleiul românesc.
Remarcată și dorită de antrenorul Nicu Roibescu, a ajuns la 18 ani, la Penicilina Iași, imediat după terminarea liceului, transferându-se de la Armătura. Avea să joace aproape trei decenii la echipa ieșeană, pentru care a fost căpitan al echipei, fiindu-i o voleibalistă emblematică. În 2014, i s-a organizat un meci de retragere.
Cele mai bune perfromanțe înregistrate de ea au fost locul 3 în 2005 și câștigarea Cupei României, în 2001.
În paralel a jucat și beach-volley, alcătuind cu colega sa de la Penicilina, Sorina Marian, echipa Coralis, izbutind să câștige două titluri naționale la această disciplină, în 1995 și 1999.
A jucat și în echipa națională a României, începând la junioare, continuând la tineret și ajungând la cea mare, participând la mai multe ediții ale Campionatelor Balcanice, unde a cucerit medaliile de argint și bronz. De asemenea, a jucat cu clubul său în Cupa Confederației Europene de Volei, între 1999-2001.
Tatiana Popa are diploma de inginer chimist (chimia a fost o mare pasiune din tinerețea sa) după ce a absolvit facultatea din Iași. De asemenea, după abandonarea carierei de voleibalistă, a urmat Facultatea de Științe ale Mișcării din Bacău.
După ce s-a retras ca voleibalistă, a fost mai întâi antrenor secund, iar apoi a devenit antrenor pentru tinerele jucătoare, tot în cadrul Penicilinei Iași (care din 2018 a rămas numai cu echipe de junioare).

## Palmares

### Cluburi
- Campionatul României

Locul 3: 1995
- Cupa României

Câștigătoare: 2001